# Пазолини, Роберто
Роберто Пазолини (итал. Roberto Pasolini; род. 5 ноября 1971, Милан, Италия) — итальянский куриальный священнослужитель, капуцин. Проповедник Папского Дома с 9 ноября 2024.

## Биография
Роберто Пазолини родился 5 ноября 1971 года в Милане, Италия. 7 сентября 2002 года он принял вечные обеты в монашеском ордене братьев-капуцинов и был рукоположен в священники 23 сентября 2006 года. 
После получения степени доктора библейского богословия в Папском Григорианском университете в Риме он стал профессором библейских языков и Священного Писания в Межпровинциальной Теологической Лаврентийской студии младших братьев-капуцинов в Милане и Венеции. 
Помимо преподавания библейской экзегезы на богословском факультете Северной Италии в Милане, он сотрудничает с Амвросийской архиепархией в подготовке учителей религии и с Итальянской конференцией главных настоятелей. Автор нескольких статей и книг о библейской духовности, он посвящает себя проповедническим ретритам и духовным упражнениям. 
9 ноября 2024 года Папа Франциск назначил профессора библейской экзегезы теологического факультета Северной Италии в Милане, преподобного отца-капуцина Роберто Пазолини проповедником Папского дома. 